# Lagerstroemia intermedia
Lagerstroemia intermedia är en fackelblomsväxtart som beskrevs av Emil Bernhard Koehne. Lagerstroemia intermedia ingår i släktet Lagerstroemia och familjen fackelblomsväxter. Inga underarter finns listade i Catalogue of Life.